# Hilel en la Universidad de Illinois en Urbana-Champaign
Hillel en la Universidad de Illinois en Urbana-Champaign (también es conocida como El Centro Cohen para la Vida Judía en el Campus) es un centro de la organización sin ánimo de lucro Hillel: La Fundación para la Vida Judía en el Campus. El centro fue fundado en la ciudad de Champaign, Illinois, en 1923, actualmente la organización Hillel sirve a cerca de 3.500 estudiantes judíos y a sus compañeros en la Universidad de Illinois en Urbana-Champaign y en el Colegio Parkland.

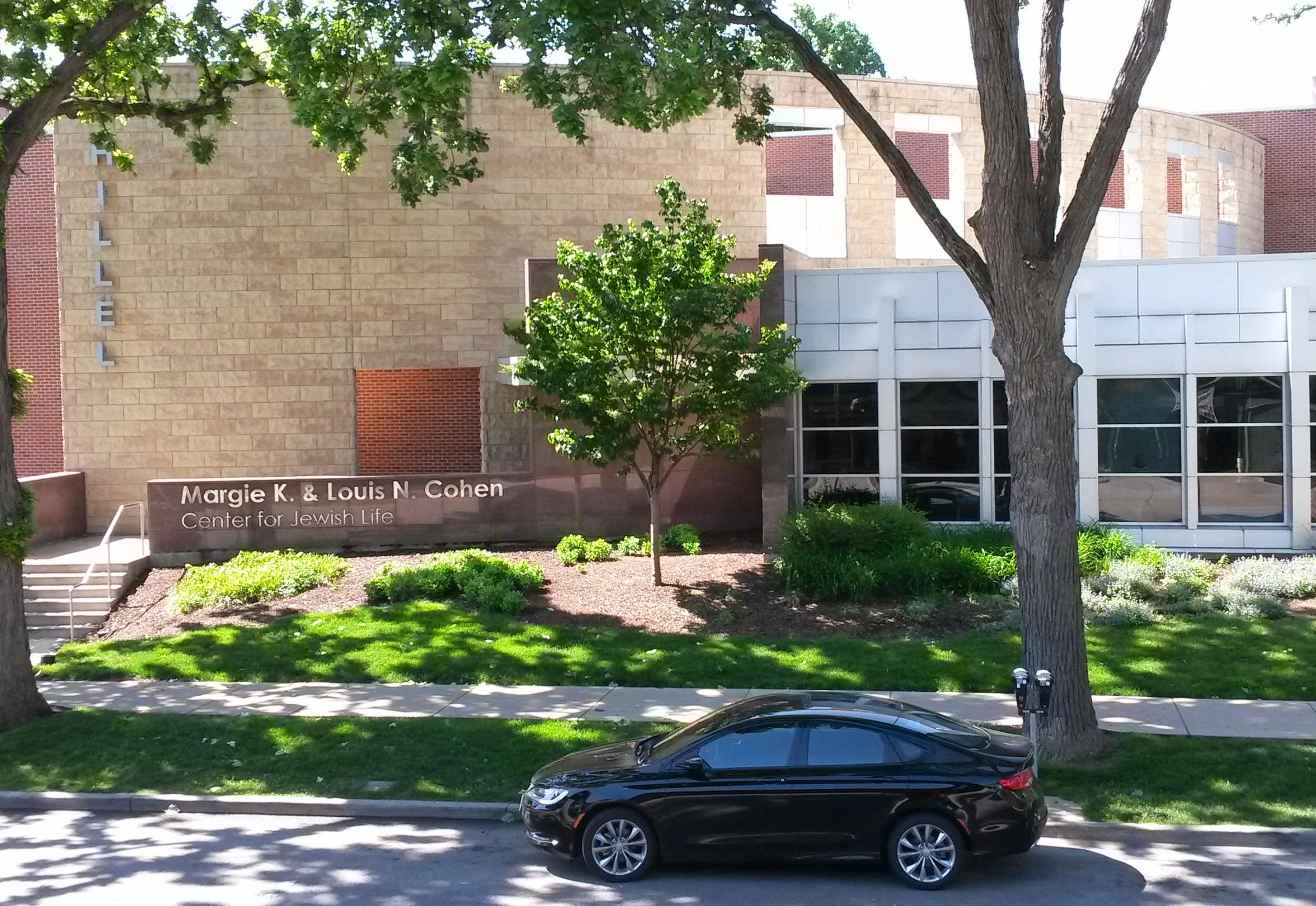
El centro de Hillel en la Universidad de Illinois en Urbana-Champaign fue el primer en el mundo.

## Historia
Hillel: La Fundación para la Vida Judía en el Campus fue fundada en 1923. En 1921, un pequeño grupo de estudiantes universitarios en La Universidad de Illinois se juntó alrededor de un estudiante rabínico llamado Benjamin Frankel. El joven de 24 años era un asistente habitual en la sinagoga Sinaí ubicada en Champaign, Frankel oraba allí junto a sus compañeros judíos.
Como a los hijos de muchos nuevos inmigrantes, a muchos jóvenes judíos les costaba encontrar el justo equilibrio entre ser un buen ciudadano estadounidense y ser un buen judío. La Señora Hattie Kauffman, una mujer prominente en el seno de la comunidad judía local, animó al joven Benjamin Frankel a residir en Urbana-Champaign y a ejercer como rabino a media jornada en la sinagoga Sinaí. El estudiante rabínico aceptó este trabajo a media jornada junto con un pequeño estipendio económico y decidió permanecer en la región. 
El Rabino Frankel trabajó de manera incansable entre la numerosa población estudiantil de la Universidad de Illinois en Urbana-Champaign, donde asistían aproximadamente unos 300 estudiantes judíos, para fortalecer su identidad religiosa y cultural. Frankel procedió rápidamente a organizar una fundación sin apenas contar con suficiente apoyo monetario en un primer momento, aparte de su modesto y merecido salario que recibía ejerciendo como rabino en la sinagoga Sinaí. Cuando Frankel fue ordenado en 1923 y recibió la ordenación rabínica o semijá, el grupo empezó a crecer en número y a reunirse con frecuencia cerca de la calle Green Este en Urbana-Champaign. 
El Rabino Frankel y sus estudiantes estaban listos y deseaban sin duda expandir la organización, pero necesitaban más recursos económicos. El Rabino Frankel contacto con la logia local de los B'nai B'rith, los Hijos de la Alianza, para apoyar a la naciente organización, así mismo, los líderes del campus universitario empezaron a prestar atención. 
En 1924, Frankel asistió a la convención nacional de los B’nai Brith para solicitar el apoyo de los hermanos allí reunidos para Hillel. El Sr. Edward Chauncey Baldwin, un gentil profesor universitario, formuló la siguiente pregunta al Rabino Louis Mann, de Chicago: 
“Cree usted que un estudiante judío puede educar su mente sin perder su alma?”
A partir de ese momento, Frankel, Baldwin y Mann empezaron trabajar juntos y reanudaron sus esfuerzos de captación de fondos para la creación y desarrollo de la organización. Juntos recaudaron para el presupuesto unos $12.000 dólares estadounidenses. El proyecto Hillel estaba por fin listo y operacional, no pasó mucho tiempo para que Frankel y un consejo de líderes laicos asignaran al proyecto el nombre del sabio Hillel, en un sentido homenaje hacia uno de los más ilustres maestros judíos. Un año después de la fundación de Hillel, la logia de los B'nai B'rith repartió $1 millón de dólares para la expansión de Hillel a través del país. 
Frankel fue designado al primer director nacional de Hillel. El impacto social de Hillel fue profundo en el campus de la Universidad de Illinois desde la creación de la fundación. Unos 350 estudiantes de la Universidad estaban dispuestos a identificarse como judíos en 1923. En 1928, tan solo cuatro años después, cerca de 650 estudiantes se identificaban como judíos. 
El amigo y sucesor del Rabino Frankel, el Doctor Abraham Sachar, llegó a Urbana-Champaign en 1923. Hasta el año 1929, el Doctor Sachar sirvió en el departamento de Historia, en la Universidad de Illinois, especializandose en historia moderna. Durante este tiempo, Sachar también sirvió como consejero en la facultad y obtuvo un permiso para celebrar bodas en la sinagoga Sinaí, aunque no había sido ordenado rabino. En febrero de 1928, el Dr. Sachar se convirtió en el primer director nacional a tiempo completo y continuaría en su puesto hasta 1947. Bajo su liderazgo, Hillel creció y pasó de tener 9 centros a tener 157 centros repartidos en los Estados Unidos y en Canadá. 
El Rabino Frankel, de bendita memoria, falleció trágicamente y de manera prematura en 1929, a la edad de 30 años. Frankel ayudó a establecer nuevos centros de Hillel en la Universidad de Wisconsin-Madison, La Universidad Estatal de Ohio, la Universidad de Míchigan, la Universidad del Sur de California y la Universidad de Cornell, además de la Universidad de Illinois en Urbana-Champaign. Actualmente, la organización Hillel sirve a cerca de 3.000 estudiantes universitarios judíos y a 500 estudiantes de postgrado.

## Edificio
Desde 1923 hasta 1950, Hillel uso varios edificios para acoger programas y eventos. Estos mismos edificios sirvieron no solo como la casa de Hillel, pero también como la oficina central de Hillel. El primer edificio del campus construido solamente para Hillel, fue diseñado por Max Abramovitz, el mismo arquitecto que diseñó Assembly Hall y el Centro Krannert para las Artes Escénicas. 
El edificio de Hillel en el campus fue erigido entre los años 1950 y 1951. Después de diversas conversaciones sobre como expandir y renovar el edificio, la nueva instalación de Hillel: El Centro Margie K. y Louis N. Cohen para la Vida Judía, abrió el 4 de diciembre de 2007. El edificio de última generación, fue diseñado por el estudio de Chicago, Amstadter Arquitectos, el edificio mide más de 800 pies cuadrados. 
El Centro Margie K. y Louis N. Cohen para la Vida Judía, tiene un larga y cómoda sala para los estudiantes, una plataforma superior para celebrar barbacoas, conexión wifi a internet, cocinas kosher separadas para productos lácteos y carne, cuenta con una cafetería y un espacio para llevar a cabo diversas actividades.

## Objetivo
El objetivo de Hillel es enriquecer las vidas de los estudiantes judíos en sus años de carrera y postgrado, para que ellos puedan enriquecen a las diferentes comunidades judías del Mundo. Hillel busca crear un ambiente pluralista, de bienvenida, e inclusivo para los estudiantes universitarios judíos: Un ambiente donde los estudiantes son animados a crecer intelectualmente, espiritualmente y socialmente. Hillel ayuda a los estudiantes a encontrar el justo equilibrio entre ser un buen judío y un buen ser humano. 
Hillel hace eso para ofrecer oportunidades para conseguir tzedek (justicia social); ayudar a los estudiantes en los asuntos cruciales para los judíos, tanto en los Estados Unidos como en Eretz Israel y Europa Oriental y ayudar a reparar el Mundo, un concepto judío conocido como Tikún Olam. Hillel anima al desarrollo de la educación, fomenta la celebración de las fiestas judías, y ofrece a los estudiantes una oportunidad de explorar la cultura y las artes. 
Hillel crea varias maneras en las que los estudiantes pueden proponer y apoyar a los judíos en Israel y alrededor del Mundo. Hillel busca motivar a cada estudiante judío a buscar su propia estrategia para llevar a cabo un compromiso duradero con la vida judía. Hillel tiene varios programas para que los estudiantes universitarios y de posgrado puedan participar.

## Programas
Illini Hillel tiene programas diarios para que participen los estudiantes de pregrado y posgrado. Los lunes, los estudiantes pueden disfrutar de un almuerzo kosher gratis mientras discuten una variedad de temas judíos que invitan a la reflexión en Lunch & Learn.
Dinner & Discussion se lleva a cabo todos los martes, mientras los estudiantes comen una cena kosher gratis y discuten textos judíos.
Para los estudiantes que quieren practicar y mejorar su hebreo, Hillel presenta Café Ivrit en una cafetería local Espresso Royale los miércoles.
Todos los viernes al mediodía, Illini Hillel presenta comida sionista para el pensamiento, donde los estudiantes de la Universidad de Illinois discuten temas relacionados con Israel mientras comen una pizza gratis. Los viernes por la noche son un momento particularmente especial en Hillel. Después de realizar varios minyanim reformistas, conservadores y ortodoxos por separado, la comunidad se reúne para celebrar una comida tradicional de Shabat.
Los sábados por la mañana brindan otra oportunidad para que los estudiantes oren con sus respectivos minyanim.
La comunidad conservadora de Hillel, también conocida como la Unión Judía de Igualitarios Conservadores (JUICE), ofrece de 3 a 4 minyanim los sábados cada semestre. 
El Minyán ortodoxo de Hillel se ofrece todos los días. Los sábados por la tarde, se ofrece almuerzo kosher gratis a todos los estudiantes, y por la noche, Hillel ofrece una cena kosher gratis para la tercera comida, después de la cual los estudiantes cantan canciones de seudá shlishit.
Uno de los programas semanales más queridos de Illini Hillel es Sandy's Bagel Brunch. De 11AM a 1PM, todos los domingos, los estudiantes se reúnen para comer bagels, salmón ahumado, queso crema, pastel de café y jugo de naranja para recargar energías para la próxima semana. 
El Bagel Brunch ha sido nombrado en memoria de Sanford "Sandy" Takiff, quien sirvió en las juntas directivas de los equipos Chicago Bulls y Chicago White Sox.
Además de estos programas semanales estándar, Hillel ofrece muchas otras oportunidades para que los estudiantes se involucren. El Comité de Asuntos Públicos de Illini, o IlliniPAC, es una organización estudiantil enfocada en fortalecer la relación entre los Estados Unidos e Israel, a través de la educación y la promoción. Trabajan en estrecha colaboración con las organizaciones de cabildeo y llevan a cabo su trabajo junto con los líderes emergentes en el campus y en la comunidad local. 
Illini Students Supporting Israel (ISSI) es una organización que está a favor del diálogo, el compromiso y la educación referente a Israel, activo en la Universidad de Illinois en Urbana-Champaign. ISSI busca lograr estos objetivos a través de debates, oradores y programas innovadores dirigidos por estudiantes. 
Cada verano e invierno, Hillel también envía a un grupo de estudiantes de la Universidad de Illinois a un viaje a Israel con la organización Taglit Birthright Israel. Este viaje gratuito de 10 días permite a los estudiantes judíos de entre 18 y 26 años viajar a Israel por primera vez. Illini Hillel trabaja en estrecha colaboración con la organización Shorashim, (raíces) para conectar a los estudiantes con los participantes israelíes durante todo el viaje de 10 días. 
Tikún Chambana es un club ambiental inclusivo comprometido con la protección de los recursos naturales y la educación mediante una combinación de jornadas laborales, programas y recaudación de fondos.
Erez Cohen es el Director ejecutivo.